# Bisinus de Turingia
Bisinus (Basinus, Besinus, Bisin, Pisen) a fost rege al thuringilor între cca. 460 și 506/510.
Potrivit cronicarului franc Gregor de Tours, Bisinus a oferit refugiu regelui franc Childeric I, exilat de către proprii săi supuși. Soția lui Bisinus, Basina, l-a părăsit pe acesta pentru a fugi alături de Childeric, cei doi revenind la Tournai împreună, după opt ani.
Bisinus a fost conducător al confederației triburilor thuringiene din zona renană. El a avut trei fii, Baderich, Hermanfrid și Berthachar, care au moștenit tronul. Fiica sa Radegunda a fost căsătorită cu regele longobard Wacho.